# Wayne Wells (zapaśnik)
Wayne Alton Wells (ur. 29 września 1946 w Abilene) – amerykański zapaśnik walczący w stylu wolnym. Dwukrotny olimpijczyk. Złoty medalista z Monachium 1972 i czwarty w Meksyku 1968. Walczył w kategoriach 70 – 74 kg.
Mistrz świata w 1970, drugi w 1969. Srebrny medalista igrzysk panamerykańskich w 1971 roku.
Zawodnik John Marshall High School w Oklahoma City i University of Oklahoma. Dwa razy All-American w NCAA Division I (1967–1968). Pierwszy w 1968 i drugi w 1967 roku.

## Letnie Igrzyska Olimpijskie 1968
| Konkurencja      | Rundy eliminacyjne          | Rundy eliminacyjne   | Rundy eliminacyjne        | Rundy eliminacyjne   | Rundy eliminacyjne    | Rundy eliminacyjne   | Klas. końcowa |
| Konkurencja      | Przeciwnik I                | Przeciwnik II        | Przeciwnik III            | Przeciwnik IV        | Przeciwnik V          | Przeciwnik VI        | Miejsce       |
| ---------------- | --------------------------- | -------------------- | ------------------------- | -------------------- | --------------------- | -------------------- | ------------- |
| 70 kg styl wolny | Sarberg Beriaszwili (URS) R | Jan Karlsson (SWE) Z | Stefanos Joanidis (GRE) Z | Janusz Pająk (POL) Z | Iwao Horiuchi (JPN) Z | Enju Wyłczew (BUL) P | 4.            |

## Letnie Igrzyska Olimpijskie 1972
| Konkurencja      | Rundy eliminacyjne          | Rundy eliminacyjne                  | Rundy eliminacyjne     | Rundy eliminacyjne        | Rundy eliminacyjne   | Rundy eliminacyjne    | Klas. końcowa |
| Konkurencja      | Przeciwnik I                | Przeciwnik II                       | Przeciwnik III         | Przeciwnik IV             | Przeciwnik V         | Przeciwnik VI         | Miejsce       |
| ---------------- | --------------------------- | ----------------------------------- | ---------------------- | ------------------------- | -------------------- | --------------------- | ------------- |
| 74 kg styl wolny | Mehmet Ali Demirtaş (TUR) Z | Dandzandardżaagijn Sereeter (MGL) Z | Miroslav Musil (TCH) Z | Wolfgang Nitschke (GDR) Z | Daniel Robin (FRA) Z | Janczo Pawłow (BUL) Z | 1.            |